# Antifeminismus

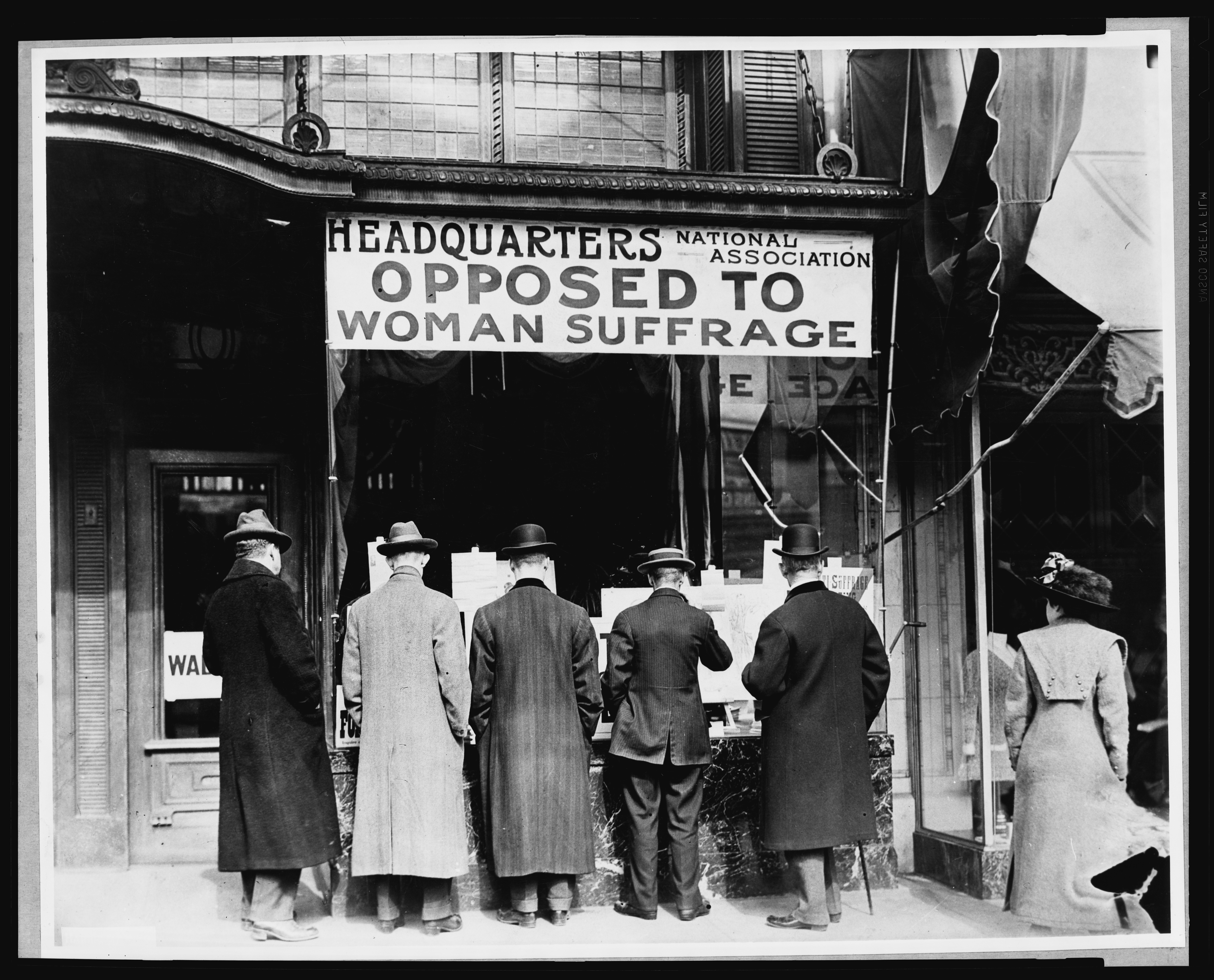
Hauptquartier der Gegner des Frauenwahlrechts in den USA, der „Antisuffragists“ (um 1911)

Antifeminismus (von griechisch anti gegen, lateinisch femina ‚Frau‘, und „-ismus“) ist ein Oberbegriff für geistige, gesellschaftliche, politische, religiöse und akademische Strömungen und soziale Bewegungen, die sich pauschal gegen den Feminismus bzw. einzelne, mehrere oder sämtliche feministische Anliegen wenden.
Die ablehnende Haltung gegenüber dem Feminismus kann sich gegen eine Theorie zugunsten der Gleichstellung der Geschlechter in Gesellschaft und Politik richten, aber auch gegen eine organisierte Bewegung zur Durchsetzung dieser Gleichstellung sowie gegen das Geltendmachen der Ansprüche der Frauen als soziale Gruppe und der von ihnen erarbeiteten Theorien. Darüber hinaus kann sich Antifeminismus gegen die Notwendigkeit sozialer Veränderungen zur Vergrößerung der Macht von Frauen in der Gesellschaft richten. Häufig liegen dem Antifeminismus bewusste oder unbewusste frauenfeindliche Einstellungsmuster zugrunde.
Antifeminismus ist als ablehnende Reaktion auf verschiedene Emanzipationsforderungen von Frauen entstanden, organisierte und institutionalisierte sich teilweise. Die Bezeichnung wurde im Deutschen Kaiserreich um die Wende zum 20. Jahrhundert von der Frauenrechtlerin Hedwig Dohm in ihrem Buch Die Antifeministen geprägt; sie kreierte sie in Anlehnung an die zu diesem Zeitpunkt bereits etablierte Bezeichnung „Antisemitismus“.
Eine systematische Abgrenzung von Antifeminismus, Misogynie, Frauenfeindlichkeit und Sexismus gibt es bislang nicht. Während aber letztere drei Begriffe sich auf eine Diskriminierung von Frauen im Alltag beziehen, ist der Begriff Antifeminismus deutlicher in einem gesellschaftspolitischen Kontext angesiedelt.

## Begriff

### Begriffsentstehung
Die französische Frauenrechtlerin Hubertine Auclert benutzte 1882 zum ersten Mal den Begriff féminisme, um sich selbst politisch zu beschreiben. Schnell wurde der Begriff insbesondere auf internationalen Frauen-Tagungen und -Kongressen verbreitet. In Deutschland fand er jedoch nur wenig Verwendung unter den politisch aktiven Frauen, denn kurz nach dem Deutsch-Französischen Krieg 1870/71 wollte man sich vom französischen Nachbarn auch sprachlich abgrenzen. Zugleich war dies wahrscheinlich der Grund dafür, dass sich dieser Begriff im Laufe der Zeit dennoch durchsetzte. Die Gegner der Frauenbewegung nutzten ihn, um die nach Emanzipation strebenden Frauen abzuwerten (Feministinnen als etwas Negatives). Diese Gegner wurden ihrerseits bald als Antifeministen bezeichnet.
Die deutsche Schriftstellerin und Frauenrechtlerin Hedwig Dohm verwendete den Begriff 1902 als Titel für ihr Alterswerk Die Antifeministen. Es besteht im Wesentlichen aus einer Sammlung von Aufsätzen, die sie in verschiedenen Journalen bereits veröffentlicht hatte. Das Werk ist eine ideologiekritische Analyse verschiedener Typen von Antifeministen und ihrer Motive.

„Die Frauenfrage in der Gegenwart ist eine akute geworden. Auf der einen Seite werden die Ansprüche immer radikaler, auf der anderen die Abwehr immer energischer. Letzteres ist erklärlich. Je dringender die Gefahr der Fraueninvasion in das Reich der Männer sich gestaltet, je geharnischter treten ihr die Bedrohten entgegen.“

### Definition und Abgrenzung
„Antifeminismus ist der passive oder aktive Widerstand gegen die Aufwärtsbewegung des weiblichen Geschlechts. Passiv ist er, wenn er nur in der Meinung, in einer Gefühls- oder Glaubensrichtung besteht. Aktiv, wenn Gefühl und Glauben sich in Taten umsetzen, mögen Sie sich in Schriften, Vorträgen, Gesetzes- oder Polizeiverordnungen äußern.“

Da Feminismus ein „Oberbegriff“ ist und es keinen einheitlichen Feminismus gibt, muss auch Antifeminismus vielschichtig sein und kann sich gegen einzelne, mehrere oder sämtliche feministische Ziele und Vorgehensweisen richten. Eine systematische Abgrenzung der Begriffe Antifeminismus, Misogynie, Frauenfeindlichkeit und Sexismus gibt es bislang kaum. Häufig wird nur einer der Begriffe verwendet; vereinzelt wird versucht, einzelne Begriffe voneinander abzugrenzen. Teilweise werden sie synonym verwendet.
- Hans Blüher war Schriftsteller und engagierte sich unter anderem als überzeugter Antifeminist (siehe Blühers antifeministisches Frauenbild). Für ihn war Antifeminismus der „Kampf gegen den Feminismus, der die Frau zu ihrem Schaden missdeutet“ und „der Wille zur Reinheit der Männerbünde“ (1916).[12]
- Herrad Schenk ist Schriftstellerin und schreibt unter anderem über Frauenthemen. Sie definiert Antifeminismus als „Frauenfeindlichkeit (…), die direkt als Reaktion auf die Frauenbewegung, als Widerstand gegen deren tatsächliche oder vermeintliche Ziele anzusehen ist“ (1977).[13]
- Ute Planert ist Historikerin und hat über Antifeminismus im Kaiserreich promoviert. Um das Thema „handhabbar zu machen“, entschied sie sich, den Begriff für ihre Dissertation[14] einzugrenzen und unter Antifeminismus „die institutionalisierte Reaktion auf die Emanzipationsversuche der Frauenbewegungen“ zu verstehen (2000).[15]
- Laut dem Eintrag Antifeminismus im Metzler Lexikon Gender Studies/Geschlechterforschung richtet sich „klassischer Antifeminismus gegen die Frauenbewegung und ihre Forderungen und Errungenschaften“.[16]

## Ideengeschichte
Als ideen- und wirkungsgeschichtlich bedeutsam wird Friedrich Nietzsche angesehen. Im Werk des Philosophen finden sich Äußerungen, die in der Literatur als antifeministisch charakterisiert werden.
Die Interpretationen und kontroversen Standpunkte sind in dieser Diskussion vielfältig: So wurde beispielsweise angenommen, dass Nietzsche das Weibliche bei sich selbst verdrängt habe; andere sahen in seinen „misogynen Ausfällen“ eher eine Provokation, „hinter der sich eigentlich eine die patriarchalische Gesellschaftsordnung erschütternde Vision“ verberge. Der Religionswissenschaftler und Vorsitzende der Nietzsche-Gesellschaft, Hans Gerald Hödl (* 1959), vertrat die Ansicht, insbesondere Nietzsches Werk Jenseits von Gut und Böse habe „auf der oberflächlichsten Ebene“ antifeministische Klischees bedient.
Als sich gegen Ende des 19. und Anfang des 20. Jahrhunderts die Frauenbewegung in Deutschland und in Teilen Österreich-Ungarns ausgehend von den englischen Feministinnen im Kampf um das Frauenwahlrecht immer stärker politisierte und den Anspruch erhob, dem Mann intellektuell ebenbürtig zu sein, löste das eine Welle von Schriften aus, die den Vorrang und die Überlegenheit des Mannes als biologisch determiniert verteidigten. Die berühmteste und in jener Zeit populärste ist die 1903 erschienene Abhandlung von Otto Weininger (1880–1903) Geschlecht und Charakter, in der er sich dem Dualismus zwischen den Geschlechtern widmete mit einer ausführlichen Begründung für die Minderwertigkeit der Frau. Bis in die Gegenwart argumentieren Soziobiologen, dass die Geschlechterordnung biologisch begründet sei und eine Transformation scheitern müsse, da sie gegen die Natur sei.

## Historische Entwicklung des Antifeminismus in Deutschland

### Deutsches Kaiserreich
Im Deutschen Kaiserreich (1871–1918) kam es zu einem Aufstieg von Massenverbänden und -parteien und einer wachsenden Bedeutung der Presse. Dadurch gewann die öffentliche Meinung an Gewicht (Näheres hier). Das Privatrecht wurde vereinheitlicht (vor 1871 war es zersplittert). Nach langer Vorbereitung trat am 1. Januar 1900 das BGB in Kraft.
Im Gegensatz zu dem freiheitlich geprägten Schuldrecht, Sachenrecht und Erbrecht folgte das Familienrecht weitgehend der überkommenen patriarchalischen Tradition, die sich vor allem in der Verwaltung und Nutznießung des Vermögens der Ehefrau durch den Ehemann (§ 1363 BGB a. F.), dem Entscheidungsrecht des Ehemanns in ehelichen Angelegenheiten (§ 1354 BGB a. F.) und der Wahrnehmung der elterlichen Sorge durch den Vater (§ 1627 BGB a. F.) niederschlug.
Der frühe Antifeminismus war nach Ute Planert eine unmittelbare Reaktion auf Emanzipationsansprüche von Frauen und eine aktive Opposition gegen die Frauenbewegung sowie gegen die von ihr vertretenen Forderungen; Antifeminismus kann mithin als Indikator einer starken Frauenbewegung verstanden werden.
In Anlehnung an Planerts Studie Antifeminismus im Kaiserreich stellte die Historikerin Christiane Streubel 2006 heraus, dass im Deutschen Kaiserreich der Antifeminismus insbesondere durch die Alldeutschen (z. B. Ernst zu Reventlow), Rassenhygieniker (Max von Gruber, Carl von Behr-Pinnow), konservative Vertreter des Luthertums sowie Funktionäre von Berufsverbänden wirkungsvoll in der Öffentlichkeit verbreitet wurde. Auf Anerkennung stießen die von ihnen vertretenen antifeministischen Positionen vor allem deshalb, weil ein großer Teil der Bevölkerung in Deutschland mit dem Wandel der Geschlechterverhältnisse, der sich immer deutlicher abzeichnete (Möglichkeit des Universitätsstudiums für Frauen, wachsende Bedeutung der Berufstätigkeit von Frauen, Forderung nach neuen politischen Rechten), nicht einverstanden war und die althergebrachte politisch-bürgerliche Ordnung restabilisiert wissen wollte.
Antifeminismus gab es auch unter Frauen. Eine Antifeministin, die im Deutschen Kaiserreich besonderen Erfolg hatte, war Marie Diers (1867–1949), deren antiemanzipatorischer Roman Fräulein Doktor aus dem Jahr 1908 in hohen Auflagen publiziert wurde. Die postulierten Gegenpositionen fanden besonderen Widerhall bei Frauen, die ehrenamtlich in der protestantischen Diakonie oder kommunalen Wohlfahrtspflege sowie als Volks- und Mädchenschullehrerin, Krankenschwester und Handwerksmeisterinnen arbeiteten. Den zuletzt genannten Berufsgruppen gehörte die Mehrzahl der Frauen an, die dem Deutschen Bund gegen die Frauenemanzipation beitraten, den, wie Claudia Bruns darstellt, Antifeministen 1912 nicht zufällig am Vorabend des Ersten Weltkriegs gründeten, in den viele Rekruten auch deshalb begeistert gezogen seien, weil sie sich davon eine unhinterfragte Wiederherstellung männlich-hegemonialer Werte versprachen. „Von der fortbestehenden faktischen Diskriminierung der Frauen wenig irritiert, imaginierten viele Männer einen Machtantritt der Frauen.“ Angriffspunkte des Bundes gegen die Frauenemanzipation waren vor allem die Frauenarbeit, das Frauenstudium, die gemeinsame Bildung von Jungen und Mädchen (Koedukation) sowie das Frauenwahlrecht. Während des Ersten Weltkriegs erlangte die Frauenbewegung indessen Erfolge, obwohl die Gegner der Frauenbewegung ihre Kampagnen populistisch betrieben und vermehrt mit antisemitischen Anspielungen koppelten. Der Krieg wirkte als Katalysator der weiblichen Politisierung. In den letzten Kriegsjahren lehnten sich selbst ausgewiesene Antifeministen, wie Ernst zu Reventlow, nicht mehr gegen ein zukünftig einzusetzendes Frauenwahlrecht auf.

„Das antifeministische Ressentiment gehörte zum guten Ton im nationalkonservativen und völkischen politischen Spektrum der Gesellschaft. Sein zentrales Motto lautete ‚Dem Mann der Staat, der Frau die Familie‘.“

### Antifeminismus und Antisemitismus
Die mächtigste nationalistische und antisemitische Organisation vor und während des Ersten Weltkriegs war der von bildungsbürgerlichen Honoratioren dominierte Alldeutsche Verband (ADV), der die Alldeutschen Blätter herausgab. Er war der führende Propagandist neuer Mittelstandsideologien. Nach 1918 war er wesentlich daran beteiligt, den Konservatismus in einen radikalen, rassistisch verstandenen Nationalismus umzuformen. In seiner Studie über den ADV hebt der Historiker Rainer Hering den antifeministischen Charakter der alldeutschen Ideologie hervor. Nationalismus, Antisemitismus, Antifeminismus und Antislawismus sind eine enge Verbindung eingegangen. Ziel war die Rückgewinnung der Vormachtstellung des Bürgertums und der männlichen Machtposition in Familie und Gesellschaft. Heinrich Claß, der langjährige Vorsitzende des ADV, lehnte die Frauenbewegung ab, weil sie nach seiner Meinung von Jüdinnen geführt und von der sozialdemokratischen Presse unterstützt werde.
Der britische Historiker Peter G. J. Pulzer sieht eine starke Verbindung zwischen Antisemitismus und Antifeminismus: „[…] die meisten Antisemiten waren Antifeministen, und die meisten Antifeministen waren, wenn nicht aktiv antisemitisch, so doch zumindest […] stark nationalistisch.“ Er zitiert den Antisemiten Eugen Dühring, der über den Feminismus schrieb: „[…] mag dieser missgeformte Augenblickszustand […] vorzugsweise den Hebräerinnen zur Last geschrieben werden.“ () Auch Georg von Schönerer, ein Schüler Dührings, war der Überzeugung, dass Frauen für „Kinder, Küche und Kirche“ bestimmt seien. Das von ihm gegründete Alldeutsche Tageblatt schrieb schon 1907:

„Die wirklich bürgerlichen Frauen, die Frauen des Mittelstands, aber auch die des denkenden Arbeiters stehen dem Frauenstimmrecht ablehnend gegenüber, da sie sich doch einen großen Teil ihrer Weiblichkeit erhalten haben. Meistens sind es unbeschäftige Frauen, die sich mit der Frauenstimmrechtstrottelei befassen, Frauen, die ihren Beruf als Frauen verfehlt haben oder ihn nicht kennen wollen – und Jüdinnen. Sie finden die Unterstützung aller alten Weiber des männlichen Geschlechts und aller ‚Feministen‘, das heißt solcher Männer, die keine Männer sind.“

Shulamit Volkov identifiziert den Antifeminismus als Bestandteil des antisemitischen Codes, den sie bei der Mehrheit der Deutschen in der Vorkriegszeit verbreitet sah. Sie weist auf Ute Planert hin, die – mit vielen Beispielen belegt – gezeigt hatte, dass Antifeminismus und Antisemitismus nicht nur programmatisch-strukturelle Ähnlichkeiten hatten, sondern auch organisatorisch und personell eng miteinander verflochten waren. Frauen und Juden, so Volkov, wurden als minderwertig und gefährlich betrachtet, als „Feinde der menschlichen Kultur, als Störenfriede der bestehenden Ordnung.“ In den Kreisen der Antisemiten war „entartet“ eine gängige Bezeichnung für die Frauenbewegung.

„Ausgesprochene Gegner der Frauenbewegung waren fast ausnahmslos auch radikale Antisemiten.“

### Weimarer Republik
Während der Weimarer Republik begann sich der organisatorische Kern des wilhelminischen Antifeminismus aufzulösen, obwohl antifeministische Haltungen nach wie vor auf breiter Basis in der Gesellschaft wirksam waren. In der SPD wurde nach 1919 zwar der Aufbau einer Frauenorganisation innerhalb der Gesamtpartei betrieben. Allerdings blieb dieses Vorhaben auf die Gründung eines Reichsfrauenbüros beschränkt; führende Funktionärinnen lehnten eine eigene autonome Organisation aufgrund ihres „proletarischen Antifeminismus“ ab.
Die NSDAP war die einzige Partei, die sich von vornherein auf ein Verbot des Zugangs von Frauen in führende Parteigremien festlegte. Der 1921 von der NSDAP beschlossene Grundsatz, Frauen von der Parteileitung auszuschließen, wurde in der Folge auf untergeordnete politische und organisatorische Gliederungen ausgedehnt. Laut Gordon A. Craig habe die NSDAP ihre antifeministische Position vom italienischen Faschismus übernommen und diesen in der Folge „konsequent und wirksam praktiziert“.
1931 verlangte der Publizist Heinrich Berl (1896–1953) in einem „antifeministischen Manifest“, dass sich eine Männerbewegung konstituieren müsse. „[…] der Feminismus ist die Schuld des Mannes […] immer wenn der Mann versagt, wird der Feminismus zu einer öffentlichen Erscheinung.“ Der „allgemeine Feminismus“ führe zur „décadence der Kultur“. Die Männerbewegung habe „den Auftrag, all das wieder zur Ruhe zu bringen, was sich heute bewegt und insofern erst die eigentliche und wesentliche Bewegung zu schaffen, die immer des Mannes war und sein wird.“ Sein Manifest blieb ein Einzelphänomen; die geforderte Bewegung blieb aus.

### Nationalsozialismus
In der Zeit des Nationalsozialismus zeichnete sich eine partiell widersprüchliche Haltung zum Feminismus ab. Mit der „Machtergreifung“ im Jahr 1933 verloren Frauen sogleich einige bürgerliche Rechte, wie etwa das passive Wahlrecht und die Zulassung zur Habilitation an Universitäten und Hochschulen. Die Auflösung des Bundes Deutscher Frauenvereine und die Gründung des Deutschen Frauenwerks bedeuteten das Ende einer eigenständigen Frauenbewegung. Adolf Hitler band seine Vorstellung der Frauenfrage besonders eng an seinen Antisemitismus. 1934 sagte er: „Das Wort von der Frauenemanzipation ist ein nur vom jüdischen Intellekt erfundenes Wort, und der Inhalt ist von demselben Geist geprägt.“ Ein Mann, der in der NS-Bewegung an Bedeutung gewann, war der „Parteiphilosoph“ und „Parteipädagoge“ Alfred Baeumler. Baeumler vertrat eine vergleichbare Auffassung wie Hitler und Ernst Krieck; 1934 konstatierte er: „Der Staat hat die Familie und Sippe, das Weib als Mutter zur Voraussetzung, aber er ist Werk und Sache des Mannes.“
Ähnlich wie im Ersten Weltkrieg schienen sich im Zweiten Weltkrieg erneut Chancen für die Berufstätigkeit von Frauen anzukündigen. Gunilla-Friederike Budde diagnostizierte mit Blick auf die „Krisenchancen“ von Studentinnen und das Werben um akademisch ambitionierte, hochqualifizierte Frauen: „Im Großen und Ganzen erschien der nationalsozialistische ‚Antifeminismus‘ als flexibel und anpassungsbereit gegenüber den Zwängen einer modernen Volkswirtschaft, besonders gegenüber den Erfordernissen erst der Kriegsvorbereitung, dann der Kriegsökonomie.“ Elke Frietsch und Christina Herkommer sprachen sich gegen eine „universalisierende Rede von der Frauenfeindlichkeit des Nationalsozialismus“ aus. Ihrer Auffassung nach sollte eher von Antifeminismus und „essentialistischen Geschlechterbildern“ des Nationalsozialismus gesprochen werden; zumal nach wie vor Forschungsbedarf bestehe, auf welche Weise sich der Nationalsozialismus gegenüber deutschen Frauen antifeministisch und – besonders während des Krieges – ausländischen Frauen diffamierend zeigte. Die Autorinnen merkten zudem an, dass der Nationalsozialismus das Bild verkehrt habe, indem von politischen Gegnern behauptet wurde, sie seien „selbst frauenfeindlich und hätten einen minderen kulturellen Stand“.

## Organisierter Antifeminismus in Österreich von der Jahrhundertwende bis 1933
In Österreich gab es keine derart breit organisierten Gruppen gegen das Frauenwahlrecht wie in Deutschland. Die konservative, katholische christlich-soziale Partei unter Karl Lueger hatte nach der Jahrhundertwende den Feminismus neben den „Marxisten“ und „Juden“ als neues Feindbild entdeckt. Dabei unterschieden die Christlich-Sozialen nicht zwischen Marxismus und Feminismus. Der Antifeminismus wurde von vielen österreichischen Intellektuellen und Künstlern aufgegriffen, die sich sonst von den populistischen Hetzkampagnen der Christlich-Sozialen abgrenzten. Für sie war der Feminismus der Ausdruck eines kulturellen Verfalls, der auf eine „pervertierte“ weibliche Sexualität wies, die sich nun in einem „unnatürlichen“ und „unweiblichen“ Machtstreben äußerte. Der Kulturkritiker Karl Hauer zum Beispiel behauptete, die Kultur sei allein das Werk des Mannes und die Frau nur das Material männlicher Schöpfungslust und nicht, wie die Feministinnen laut Hauer fälschlich glaubten, in der Lage in der „Kultur“ die gleichen Aufgaben zu erfüllen wie der Mann. Nach Ende des Ersten Weltkriegs und dem Zusammenbruch der Monarchie entwickelte sich vor allem unter den Männern der bürgerlichen Schichten eine antiemanzipatorische Stimmung. Nachdem Frauen das Wahlrecht in der neuen Republik erlangt hatten, stellten zunehmend Organisationen die Errungenschaften der Frauenbewegung in Frage. 1926 wurde in Wien der Bund für Männerrechte gegründet, in dem sich Männer aller Konfessionen vorwiegend aus der Mittelschicht befanden. Ein konkreter Anlass war das 1925 verabschiedete Bundesgesetz zum Schutz des gesetzlichen Unterhaltsanspruches. Die Männerrechtler sahen sich als Kämpfer gegen eine „auf die Spitze getriebene Emanzipation“, beklagten die „Verkümmerung des Vaterrechts“ und beschworen die Schreckensvison eines „Weiberstaates“ herauf, in dem „der Mann nur mehr das Männchen“ sei und durch das Auftreten der Frauen in die Homosexualität gedrängt würde. Neben der Angst, von Frauen von ihren Arbeitsplätzen verdrängt zu werden, konzentrierten sie ihren Kampf gegen die Unterhaltszahlung an geschiedene Ehefrauen und ledige Kinder. Heftige Kritik wurde an den Parteien geübt, die durch „feministische Gesetze“ Stimmen von Wählerinnen gewinnen wollten. Eine zweite, ebenfalls 1926 gegründete Organisation nannte sich Aequitas – Weltbund für Männerrechte.
Ihre Ideen verbreiteten die Männerrechtler ab 1929 in mehreren Zeitschriften mit Titeln wie Notwehr und Männerrechtler-Zeitung, in denen gegen die „Versklavung der Männer durch feministische Gesetze“ gewettert und „die Frau im Berufsleben“ zu Felde gezogen wurde. Vorläufer dieser Männerrechtszeitschriften war die von Lanz von Liebenfels ab 1905 publizierte Zeitschrift Ostara, zeitweise mit dem Untertitel Bücherei der Blonden und Mannesrechtler. Ab 1908 erschienen immer wieder Artikel, die sich mit den „Gefahren der Weiberherrschaft“ beschäftigten.
Ab 1933 wurden unter dem Austrofaschismus Forderungen, die die antifeministischen Männerrechtler gestellt hatten, auf breiter gesellschaftlicher Basis umgesetzt, unter anderem mit der Doppelverdienerordnung von 1933, die darauf abzielte, Frauen wieder vom Arbeitsmarkt zu verdrängen, und mit Gesetzen für Vaterschaftsuntersuchungen, die nun jedoch primär aus Gründen der „Rassenhygiene“ durchgeführt wurden.

## Antifeminismus der Gegenwart
Richtete sich der historische Antifeminismus primär gegen die Frauenbewegung, ihre Forderungen und Errungenschaften, fand in den 1990er Jahren eine Akzentverschiebung in der Argumentationsweise statt, die auf die Genderforschung und das damit verbundene Verständnis von Geschlecht abzielt. Dabei greifen klassische anti-emanzipatorische Positionen mit „antigenderistischen“ ineinander. Zentral ist im zeitgenössischen Antifeminismus die Vorstellung einer „natürlichen“ gesellschaftlichen und geschlechtlichen Ordnung, deren Veränderung (etwa durch Gleichstellungsbemühungen) es zu verhindern gelte. Darauf aufbauend kommt es im Antifeminismus zu einem Festhalten an einer strikt heterosexuellen Ordnung, wobei an homo- und transfeindliche Diskurse angeknüpft wird.
Die Leipziger Autoritarismus-Studie identifizierte 2020 bei 27,3 % der deutschen Männer und 12,0 % der Frauen ein manifest antifeministisches Weltbild. Die Studie findet zudem einen deutlichen Zusammenhang von antifeministischen Einstellungen und Verschwörungsmentalität, autoritären und rechtsradikalen Einstellungen. Sie findet außerdem einen Zusammenhang zwischen Antifeminismus und Gewaltbereitschaft der Befragten. 2024 wies gemäß der Studie bis zu ein Viertel der Deutschen geschlossen antifeministische und sexistische Einstellungen auf. 60 % der Befragten lehnte antifeministische Aussagen eindeutig ab. Die Studie fand auch eine „enge Verbindung zwischen antifeministischen Einstellungen und antisemitischen Ressentiment“. Antifeministische Einstellungen waren im Osten Deutschlands verbreiteter als im Westen. Eine Studie von Wissenschaftlern der Universität Düsseldorf findet ebenfalls eine robuste Korrelation von antifeministischen und autoritären Einstellungen.
Viele antifeministische Akteure sind innerhalb der sogenannten Männerrechtsbewegung organisiert und gehören christlich-konservativen, rechtspopulistischen oder rechtsextremen Strömungen an. Antifeministische Motive ließen sich auch bei diversen rechtsterroristischen Attentätern wie Brenton Tarrant, Anders Breivik oder Elliot Rodger feststellen. Hinrich Rosenbrock kommt zum Ergebnis, dass die antifeministische Männerrechtsbewegung im deutschsprachigen Raum keine soziale Bewegung in der Definition der Bewegungsforscher um Dieter Rucht darstellt. Als Gründe hierfür nennt er die relativ geringe Masse, das eingeschränkte Mobilisierungspotenzial, das Fehlen einer gemeinsamen Vergangenheitskonstruktion und einer gesamtgesellschaftlichen Analyse.
Antifeminismus der Gegenwart wendet sich:
- gegen die kritische Analyse von Geschlechterordnungen (männliche Privilegien, weibliche Unterordnung),
- gegen feministische Ziele (Gleichberechtigung und Gleichstellung, Anerkennung der Menschenwürde, sexuelle und reproduktive Selbstbestimmung, Eindämmung bzw. Beseitigung von Sexismus),
- gegen die Diskussion der oben genannten Analysen, Ziele sowie Maßnahmen zur Zielerreichung (etwa Durchsetzung von Frauenrechten, Gender-Mainstreaming oder Frauenhäuser) inklusive Controlling (Gender Accounting, Gender Budgeting, Kennzahlen wie Gender-Pay-Gap oder Gender-Pension-Gap).

In Südkorea sind antifeministische Einstellungen in der jungen Generation insbesondere unter jungen Männern weit verbreitet, obwohl Südkorea bei der Gleichstellung von Frauen im Vergleich zu anderen Industrienationen weit zurückliegt. 38,7 % der 19- bis 34-jährigen südkoreanischen Männer lehnen den Feminismus ab (2019). Begünstigt wird dies durch einen extrem kompetitiven Arbeitsmarkt, bei dem Frauen vor allem als Konkurrenz gesehen werden und sich Männer aufgrund der Wehrpflicht und den dadurch späteren Jobeintritt als benachteiligt ansehen. Frustration und Zukunftsängste sind in der jungen Generation sehr präsent. Der konservative und wirtschaftsliberale Yoon Suk-yeol, der 2022 zum Präsidenten gewählt wurde, konnte sich vor allem durch seine antifeministischen Forderungen behaupten.

### Antifeminismus im Internet
Antifeministische Radikalisierungsprozesse finden vielfach in Internet-Communities statt, die unter dem Begriff „Manosphere“ zusammengefasst werden. Darin organisieren sich nicht nur ältere antifeministische Bewegungen wie Männerrechtler oder Pick-Up-Artists, sondern auch sogenannte Incels und MGTOWs (Men Going Their Own Way), die von Forschern als besonders radikal antifeministisch eingestuft werden. Die Szene ist u. a. auf Imageboards und Reddit organisiert und hat sich in den letzten Jahren sehr stark radikalisiert. Innerhalb der Manosphere hat sich eine gemeinsame Sprache entwickelt, die sich in verschwörungstheoretischer Weise auf eine vermeintliche feministische Vorherrschaft konzentriert. Von den Angehörigen der Szene gehen gezielte Belästigungskampagnen, insbesondere gegen Frauen und Feministinnen aus. Die Amadeu-Antonio-Stiftung betreibt seit 2023 das Projekt Meldestelle Antifeminismus. Dort können Erfahrungen mit antifeministischen Angriffen und Vorfällen gemeldet werden.

### Erklärungsansätze
Politikwissenschaftler und Soziologen sehen unter anderem sozioökonomische Gründe für einen in der Gegenwart stärker werdenden autoritären, antifeministischen Backlash. Durch den Neoliberalismus veränderten sich Arbeitsformen und wurden prekär, die Gewerkschaften wurden geschwächt und die Lebensverhältnisse wurden auch angesichts der zunehmend globalisierten Welt unsicherer. Dies wurde als Kontrollverlust wahrgenommen und habe eine Hinwendung zu autoritärer Politik verursacht. Die Autorin Susanne Kaiser sieht dabei auch eine Geschlechterdimension. Während Frauen diese prekären Jobs bisher gewohnt gewesen seinen, sei das Gefühl der Verunsicherung für Männer neu, die bisher in der Regel einem Normalarbeitsverhältnis nachgingen. Daher würden insbesondere Männer versuchen, Kontrolle über die unsicheren Lebensverhältnisse zurückzugewinnen. Laut der Politikwissenschaftlerin Eszter Kováts wurde der Feminismus dabei wahrgenommen, als habe er einen komfortablen Platz in der neoliberalen Ordnung gefunden und sei mitverantwortlich für den Schaden, den der Neoliberalismus verursacht habe.
Auch Birgit Sauer sieht eine „systematische Aushöhlung des Wohlstands der Erwerbstätigen, die Prekarisierung von Arbeit und eine steigende Erosion des männlichen Normalarbeitsmodells [begleitet] von einer stärkeren Erwerbsbeteiligung von Frauen sowie der Förderung von gut ausgebildeten Frauen“. Kombiniert mit dem gleichzeitig nach wie vor existierende Stereotyp des männlichen Familienernährers habe dies eine „brisante Mischung“ entstehen lassen und einen Anspruch erzeugt, dem Männer nicht hätten gerecht werden können. Diese „männlichen Enttäuschungen“ und „Ohnmachtsgefühle“ seien von antifeministischen Akteuren schließlich als eine „Krise der Männlichkeit“ und eine Wut gegen die „Anderen“ umgedeutet worden.
Die Leipziger Autoritarismus-Studie findet nur einen geringen statistischen Einfluss des Einkommens und der ökonomischen Möglichkeiten auf antifeministische Einstellungen. Als Erklärungsansatz sehen die Autoren den „Verlust an Vorrechten, Ressourcen und gesellschaftlichem Ansehen für Männer“ durch den Feminismus als emanzipatorische Bewegung, die „traditionelle Werte und Beziehungsweisen“ in Frage stelle. Eine weitere Ursache für Antifeminismus sehen sie in autoritären Einstellungsmustern und einer „reaktionären Verteidigung einer als autonom und stabil erlebten männlichen Subjektposition“ als Antwort auf Modernisierungsprozesse. Außerdem sehen die Autoren die antifeministischen Abwehrreaktionen in neoliberale ökonomische Strukturen mit Maßnahmen zur Leistungs- und Effizienzmaximierung eingebettet, die einer feministischen und gegen Diskriminierung orientierten Entwicklung widersprechen würden.